# Dreisbachia punctata
Dreisbachia punctata là một loài tò vò trong họ Ichneumonidae.